# Acianthera henrici
Acianthera henrici är en orkidéart som först beskrevs av Rudolf Schlechter, och fick sitt nu gällande namn av Carlyle August Luer. Acianthera henrici ingår i släktet Acianthera och familjen orkidéer. Inga underarter finns listade i Catalogue of Life.